# Villarreal Club de Fútbol 2022-2023
Questa voce raccoglie le informazioni riguardanti il Villarreal Club de Fútbol nelle competizioni ufficiali della stagione 2022-2023.

## Maglie e sponsor
| Casa | Trasferta | Terza maglia |

Sponsor ufficiale: Pamesa ceramiche

Fornitore tecnico: Joma

## Organico

### Rosa
| N. |                        | Ruolo | Calciatore             |
| -- | ---------------------- | ----- | ---------------------- |
| 1  | Spagna (bandiera)      | P     | Pepe Reina             |
| 2  | Spagna (bandiera)      | D     | Kiko Femenía           |
| 3  | Spagna (bandiera)      | D     | Raúl Albiol (capitano) |
| 4  | Spagna (bandiera)      | D     | Pau Torres             |
| 5  | Spagna (bandiera)      | D     | Jorge Cuenca           |
| 6  | Francia (bandiera)     | C     | Étienne Capoue         |
| 7  | Spagna (bandiera)      | A     | Gerard Moreno          |
| 8  | Argentina (bandiera)   | D     | Juan Foyth             |
| 9  | Paesi Bassi (bandiera) | A     | Arnaut Danjuma         |
| 10 | Spagna (bandiera)      | C     | Dani Parejo            |
| 11 | Nigeria (bandiera)     | A     | Samuel Chukwueze       |
| 12 | Colombia (bandiera)    | D     | Johan Mojica           |
| 13 | Argentina (bandiera)   | P     | Gerónimo Rulli         |
| 14 | Spagna (bandiera)      | C     | Manu Trigueros         |

| N. |                      | Ruolo | Calciatore          |
| -- | -------------------- | ----- | ------------------- |
| 15 | Senegal (bandiera)   | A     | Nicolas Jackson     |
| 16 | Spagna (bandiera)    | C     | Álex Baena          |
| 17 | Argentina (bandiera) | C     | Giovani Lo Celso    |
| 18 | Spagna (bandiera)    | D     | Alberto Moreno      |
| 19 | Francia (bandiera)   | C     | Francis Coquelin    |
| 20 | Spagna (bandiera)    | D     | Manu Morlanes       |
| 21 | Spagna (bandiera)    | A     | Yéremi Pino         |
| 22 | Spagna (bandiera)    | A     | José Luis Morales   |
| 23 | Algeria (bandiera)   | A     | Aïssa Mandi         |
| 24 | Spagna (bandiera)    | A     | Alfonso Pedraza     |
| 35 | Danimarca (bandiera) | P     | Filip Jørgensen     |
| 37 | Spagna (bandiera)    | D     | Adrián de la Fuente |
| 39 | Spagna (bandiera)    | C     | Ramón Terrats       |
| 43 | Spagna (bandiera)    | A     | Diego Collado       |

## Calciomercato

### Sessione estiva[1]
| Acquisti | Acquisti          | Acquisti  | Acquisti                   |
| R.       | Nome              | da        | Modalità                   |
| -------- | ----------------- | --------- | -------------------------- |
| D        | Johan Mojica      | Elche     | definitivo (5,5 milioni €) |
| D        | Kiko Femenía      | Watford   | definitivo (980 mila €)    |
| A        | José Luis Morales | Levante   | gratuito                   |
| P        | Pepe Reina        | Lazio     | gratuito                   |
| D        | Giovani Lo Celso  | Tottenham | prestito                   |
| C        | Manu Morlanes     | Espanyol  | fine prestito              |
| C        | Álex Baena        | Girona    | fine prestito              |
| D        | Jorge Cuenca      | Getafe    | fine prestito              |

| Cessioni | Cessioni         | Cessioni        | Cessioni                    |
| R.       | Nome             | a               | Modalità                    |
| -------- | ---------------- | --------------- | --------------------------- |
| D        | Pervis Estupiñán | Brighton        | definitivo (17,8 milioni €) |
| A        | Moi Gómez        | Osasuna         | definitivo (1,8 milioni €)  |
| A        | Boulaye Dia      | Salernitana     | prestito (1 milione €)      |
| A        | Paco Alcácer     | Sharjah         | gratuito                    |
| P        | Sergio Asenjo    | Real Valladolid | gratuito                    |
| D        | Mario Gaspar     | Watford         | gratuito                    |
| D        | Rubén Peña       | Osasuna         | gratuito                    |
| D        | Xavi Quintillà   | Santa Clara     | gratuito                    |
| C        | Vicente Iborra   | Levante         | prestito                    |
| A        | Álex Millán      | Famalicão       | prestito                    |
| D        | Serge Aurier     |                 | svincolato                  |

#### Sessione invernale[2]
| Acquisti | Acquisti      | Acquisti | Acquisti |
| R.       | Nome          | da       | Modalità |
| -------- | ------------- | -------- | -------- |
| C        | Ramón Terrats | Girona   | prestito |

| Cessioni | Cessioni       | Cessioni  | Cessioni                 |
| R.       | Nome           | a         | Modalità                 |
| -------- | -------------- | --------- | ------------------------ |
| P        | Gerónimo Rulli | Ajax      | definitivo (8 milioni €) |
| A        | Arnaut Danjuma | Tottenham | prestito (3 milioni €)   |
| C        | Manu Morlanes  | Maiorca   | prestito                 |

## Risultati

### Primera División

#### Girone di andata
| Arbitro: | Melero López |

|  |           |                            |
|  | Marcatori | 49’ Jackson 81’, 90’ Baena |

| Arbitro: | De Burgos Bengoetxea |

|  |           |                              |
|  | Marcatori | 73’ Yéremi Pino 90+7’ Moreno |

| Getafe 28 agosto 2022, ore 17:30 CEST 3ª giornata | Getafe           | 0 – 0 referto | Villarreal | Stadio Coliseum Alfonso Pérez (9 815 spett.)\| Arbitro: \| Figueroa Vázquez \| |
| Arbitro:                                          | Figueroa Vázquez |               |            |                                                                                |

| Arbitro: | Ortiz Arias |

|                                                    |           |  |
| Moreno 26’ Lo Celso 36’ Coquelin 88’ Morales 90+3’ | Marcatori |  |

| Arbitro: | De Burgos Bengoetxea |

|           |           |  |
| Rodri 61’ | Marcatori |  |

| Arbitro: | Hernández Hernández |

|           |           |              |
| Baena 51’ | Marcatori | 8’ Ó. Torres |

| Cadice 1 ottobre 2022, ore 14:00 CEST 7ª giornata | Cadice              | 0 – 0 referto | Villarreal | Stadio Nuovo Mirandilla (15 516 spett.)\| Arbitro: \| Iglesias Villanueva \| |
| Arbitro:                                          | Iglesias Villanueva |               |            |                                                                              |

| Arbitro: | Soto Grado |

|            |           |  |
| Méndez 33’ | Marcatori |  |

| Arbitro: | González Fuertes |

|                         |           |  |
| Danjuma 42’, 52’ (rig.) | Marcatori |  |

| Arbitro: | Del Cerro Grande |

|                               |           |  |
| Lewandowski 31’, 35’ Fati 38’ | Marcatori |  |

| Arbitro: | De Burgos Bengoetxea |

|                         |           |            |
| Baena 56’ Jackson 90+4’ | Marcatori | 31’ Melero |

| Arbitro: | Ortiz Arias |

|                 |           |  |
| I. Williams 59’ | Marcatori |  |

| Arbitro: | Muñiz Ruiz |

|  |           |                       |
|  | Marcatori | 32’ Muriqi 75’ Ndiaye |

| Arbitro: | Iglesias Villanueva |

|  |           |                    |
|  | Marcatori | 64’ (aut.) Lecomte |

| Arbitro: | Sánchez Martínez |

|                         |           |            |
| Chukwueze 45’ Foyth 88’ | Marcatori | 21’ Cavani |

| Arbitro: | Soto Grado |

|                                   |           |                    |
| Yéremi Pino 47’ Moreno 63’ (rig.) | Marcatori | 60’ (rig.) Benzema |

| Arbitro: | Alberola Rojas |

|                   |           |            |
| Strand Larsen 68’ | Marcatori | 15’ Moreno |

| Arbitro: | Del Cerro Grande |

|                      |           |  |
| Parejo 90+11’ (rig.) | Marcatori |  |

| Arbitro: | Pulido Santana |

|  |           |             |
|  | Marcatori | 70’ Camello |

#### Girone di ritorno
| Arbitro: | Munuera Montero |

|                                  |           |            |
| Milla 3’, 48’ (rig.), 52’ (rig.) | Marcatori | 22’ Moreno |

| Arbitro: | Hernández Hernández |

|  |           |           |
|  | Marcatori | 18’ Pedri |

| Arbitro: | Sánchez Martínez |

|                                            |           |                           |
| Kadewere 20’ Rodríguez 45’, 56’ Muriqi 63’ | Marcatori | 43’ Morales 50’ Chukwueze |

| Arbitro: | Figueroa Vázquez |

|                           |           |         |
| Chukwueze 44’ Morales 52’ | Marcatori | 9’ Ünal |

| Arbitro: | González Fuertes |

|  |           |                        |
|  | Marcatori | 76’ Moreno 88’ Morales |

| Arbitro: | Ortiz Arias |

|                 |           |              |
| Yéremi Pino 55’ | Marcatori | 38’ Iglesias |

| Arbitro: | Muñiz Ruiz |

|  |           |                                  |
|  | Marcatori | 14’ Chukwueze 85’, 90+3’ Morales |

| Arbitro: | Jesús Gil Manzano |

|                               |           |  |
| Parejo 77’ (rig.) Jackson 81’ | Marcatori |  |

| Arbitro: | Alberola Rojas |

|                                |           |                                |
| Torres 16’ (aut.) Vinícius 48’ | Marcatori | 39’, 80’ Chukwueze 70’ Morales |

| Arbitro: | Iglesias Villanueva |

|            |           |                         |
| Capoue 74’ | Marcatori | 2’ Amallah 34’ El Yamiq |

| Arbitro: | De Burgos Bengoetxea |

|                         |           |            |
| Mir 34’ En-Nesyri 90+4’ | Marcatori | 55’ Torres |

| Arbitro: | Soto Grado |

|                                          |           |                      |
| Capoue 53’, 90+2’ Parejo 63’ Jackson 80’ | Marcatori | 45’ Puado 73’ Joselu |

| Arbitro: | González Fuertes |

|                             |           |                   |
| Jackson 2’, 12’ Terrats 70’ | Marcatori | 29’ Strand Larsen |

| Arbitro: | Gil Manzano |

|          |           |             |
| Lino 72’ | Marcatori | 62’ Jackson |

| Arbitro: | Del Cerro Grande |

|                                                    |           |              |
| Baena 24’, 90’ Jackson 37’, 50’ Paredes 61’ (aut.) | Marcatori | 45+3’ Sancet |

| Arbitro: | Pizarro Gómez |

|                 |           |                             |
| David López 24’ | Marcatori | 9’ Yéremi Pino 90+4’ Moreno |

| Arbitro: | Pulido Santana |

|                    |           |  |
| Jackson 20’, 45+2’ | Marcatori |  |

| Arbitro: | Iglesias Villanueva |

|                          |           |              |
| De Tomás 56’ Palazón 63’ | Marcatori | 83’ Lo Celso |

| Arbitro: | de Burgos Bengoetxea |

|                          |           |                 |
| Jackson 9’ Pascual 90+2’ | Marcatori | 18’, 56’ Correa |

### Copa del Rey
| Arbitro: | Figueroa Vázquez |

|  |           |                                                                                              |
|  | Marcatori | 31’ Collado 35’ Baena 36’ Morales 47’, 49’ Chukwueze 61’ Coquelin 74’, 87’ Moreno 80’ Capoue |

| Arbitro: | Pizarro Gómez |

|             |           |                               |
| Carmona 14’ | Marcatori | 41’ (rig.) Moreno 93’ Danjuma |

| Arbitro: | Hernández Hernández |

|             |           |                                                            |
| Vázquez 39’ | Marcatori | 49’ Baena 56’ Danjuma 60’ Morales 85’ Chukwueze 90’ Capoue |

| Arbitro: | Gil Manzano |

|                         |           |                                       |
| Capoue 4’ Chukwueze 42’ | Marcatori | 57’ Vinícius 69’ Militão 86’ Ceballos |

### UEFA Europa Conference League

#### Spareggi
| Arbitro: | Kulbakov |

|                                                 |           |                            |
| Morales 15’, 36’ Livaja 19’ (aut.) Moreno 45+1’ | Marcatori | 2’ Biuk 85’ (rig.) Fossati |

| Arbitro: | Treimanis |

|  |           |                           |
|  | Marcatori | 37’ Pedraza 56’ Chukwueze |

#### Fase a gironi
| Arbitro: | Palabıyık |

|                                           |           |                                 |
| Chukwueze 32’ Baena 36’, 40’ Coquelin 89’ | Marcatori | 2’ Skóraś 46’ (rig.), 61’ Ishak |

| Arbitro: | Collum |

|            |           |                              |
| Hatuel 63’ | Marcatori | 28’ (rig.) Morales 67’ Baena |

| Arbitro: | Kamphuis |

|                                             |           |  |
| Baena 18’ Danjuma 43’ Morales 76’, 80’, 88’ | Marcatori |  |

| Arbitro: | Kabakov |

|  |           |             |
|  | Marcatori | 87’ Jackson |

| Arbitro: | Xhaja |

|                           |           |                               |
| Chukwueze 57’ Danjuma 70’ | Marcatori | 48’ (rig.) Hemed 79’ Yehezkel |

| Arbitro: | Verboomen |

|                           |           |  |
| Velde 27’ Skóraś 51’, 77’ | Marcatori |  |

#### Fase ad eliminazione diretta
| Arbitro: | Frankowski |

|            |           |               |
| Dreyer 57’ | Marcatori | 28’ Trigueros |

| Arbitro: | Di Bello |

|  |           |             |
|  | Marcatori | 73’ Slimani |

## Statistiche

### Andamento in tutte le competizioni
| Competizione      | Punti | In casa | In casa | In casa | In casa | In casa | In casa | In trasferta | In trasferta | In trasferta | In trasferta | In trasferta | In trasferta | Totale | Totale | Totale | Totale | Totale | Totale | DR  |
| Competizione      | Punti | G       | V       | N       | P       | Gf      | Gs      | G            | V            | N            | P            | Gf           | Gs           | G      | V      | N      | P      | Gf     | Gs     | DR  |
| ----------------- | ----- | ------- | ------- | ------- | ------- | ------- | ------- | ------------ | ------------ | ------------ | ------------ | ------------ | ------------ | ------ | ------ | ------ | ------ | ------ | ------ | --- |
| Primera División  | 64    | 19      | 12      | 3       | 4       | 36      | 18      | 19           | 7            | 4            | 8            | 23           | 22           | 38     | 19     | 7      | 12     | 59     | 40     | +19 |
| Coppa del Re      | -     | 1       | 0       | 0       | 1       | 2       | 3       | 3            | 3            | 0            | 0            | 16           | 2            | 4      | 3      | 0      | 1      | 18     | 5      | +13 |
| Conference League | 13    | 5       | 3       | 1       | 1       | 15      | 8       | 5            | 3            | 1            | 1            | 6            | 5            | 10     | 6      | 2      | 2      | 21     | 13     | +8  |
| Totale            | -     | 25      | 15      | 4       | 6       | 53      | 29      | 27           | 13           | 5            | 9            | 45           | 29           | 52     | 28     | 9      | 15     | 98     | 58     | +40 |

### Andamento in campionato
| Giornata  | 1 | 2 | 3 | 4 | 5 | 6 | 7 | 8 | 9 | 10 | 11 | 12 | 13 | 14 | 15 | 16 | 17 | 18 | 19 | 20 | 21 | 22 | 23 | 24 | 25 | 26 | 27 | 28 | 29 | 30 | 31 | 32 | 33 | 34 | 35 | 36 | 37 | 38 |
| --------- | - | - | - | - | - | - | - | - | - | -- | -- | -- | -- | -- | -- | -- | -- | -- | -- | -- | -- | -- | -- | -- | -- | -- | -- | -- | -- | -- | -- | -- | -- | -- | -- | -- | -- | -- |
| Luogo     | T | T | T | C | T | C | T | T | C | T  | C  | T  | C  | T  | C  | C  | T  | C  | C  | T  | C  | T  | C  | T  | C  | T  | C  | T  | C  | T  | C  | C  | T  | C  | T  | C  | T  | C  |
| Risultato | V | V | N | V | P | N | N | P | V | P  | V  | P  | P  | V  | V  | V  | N  | V  | P  | P  | P  | P  | V  | V  | N  | V  | V  | V  | P  | P  | V  | V  | N  | V  | V  | V  | P  | N  |
| Posizione | 3 | 1 | 5 | 3 | 5 | 6 | 8 | 9 | 7 | 9  | 7  | 8  | 9  | 9  | 7  | 6  | 5  | 5  | 5  | 6  | 8  | 9  | 7  | 6  | 6  | 6  | 6  | 5  | 6  | 6  | 5  | 5  | 5  | 5  | 5  | 5  | 5  | 5  |

Legenda:

Luogo: C = Casa; T = Trasferta. Risultato: V = Vittoria; N = Pareggio; P = Sconfitta.

### Statistiche dei giocatori
Sono in corsivo i calciatori che hanno lasciato la società a stagione in corso 
| Giocatore       | Liga     | Liga | Liga        | Liga       | Coppa del Re | Coppa del Re | Coppa del Re | Coppa del Re | Conference League | Conference League | Conference League | Conference League | Totale   | Totale | Totale      | Totale     |
| Giocatore       | Presenze | Reti | Ammonizioni | Espulsioni | Presenze     | Reti         | Ammonizioni  | Espulsioni   | Presenze          | Reti              | Ammonizioni       | Espulsioni        | Presenze | Reti   | Ammonizioni | Espulsioni |
| --------------- | -------- | ---- | ----------- | ---------- | ------------ | ------------ | ------------ | ------------ | ----------------- | ----------------- | ----------------- | ----------------- | -------- | ------ | ----------- | ---------- |
| R. Albiol       | 25       | 0    | 6           | 0          | 1            | 0            | 0            | 0            | 1                 | 0                 | 0                 | 0                 | 27       | 0      | 6           | 0          |
| Á. Baena        | 35       | 6    | 11          | 1          | 4            | 2            | 1            | 0            | 9                 | 4                 | 4                 | 0                 | 48       | 12     | 16          | 1          |
| E. Capoue       | 28       | 3    | 4           | 0          | 4            | 3            | 1            | 0            | 5                 | 0                 | 1                 | 0                 | 37       | 6      | 6           | 0          |
| S. Chukwueze    | 37       | 6    | 1           | 0          | 4            | 4            | 0            | 0            | 9                 | 3                 | 1                 | 0                 | 50       | 13     | 2           | 0          |
| D. Collado      | 2        | 0    | 0           | 0          | 1            | 1            | 0            | 0            | 5                 | 0                 | 0                 | 0                 | 8        | 1      | 0           | 0          |
| F. Coquelin     | 16       | 1    | 2           | 0          | 2            | 1            | 0            | 0            | 7                 | 1                 | 1                 | 0                 | 25       | 3      | 3           | 0          |
| J. Cuenca       | 10       | 0    | 1           | 0          | 3            | 0            | 0            | 0            | 10                | 0                 | 4                 | 0                 | 23       | 0      | 5           | 0          |
| A. Danjuma      | 10       | 2    | 0           | 0          | 2            | 2            | 0            | 0            | 5                 | 2                 | 0                 | 0                 | 17       | 6      | 0           | 0          |
| A. De La Fuente | 0        | 0    | 0           | 0          | 0            | 0            | 0            | 0            | 5                 | 0                 | 0                 | 0                 | 5        | 0      | 0           | 0          |
| A. Del Moral    | 1        | 0    | 0           | 0          | 0            | 0            | 0            | 0            | 0                 | 0                 | 0                 | 0                 | 1        | 0      | 0           | 0          |
| K. Femenía      | 20       | 0    | 0           | 0          | 2            | 0            | 1            | 0            | 6                 | 0                 | 0                 | 0                 | 28       | 0      | 1           | 0          |
| J. Foyth        | 24       | 1    | 6           | 0          | 3            | 0            | 0            | 0            | 3                 | 0                 | 0                 | 0                 | 30       | 1      | 6           | 0          |
| H. Hassan       | 2        | 0    | 0           | 0          | 0            | 0            | 0            | 0            | 0                 | 0                 | 0                 | 0                 | 2        | 0      | 0           | 0          |
| N. Jackson      | 26       | 12   | 4           | 1          | 2            | 0            | 1            | 0            | 10                | 1                 | 1                 | 0                 | 38       | 13     | 6           | 1          |
| F. Jørgensen    | 2        | -3   | 0           | 0          | 1            | -3           | 0            | 0            | 3                 | -4                | 0                 | 0                 | 6        | -10    | 0           | 0          |
| M. Fall         | 1        | 0    | 0           | 0          | 1            | 0            | 0            | 0            | 0                 | 0                 | 0                 | 0                 | 2        | 0      | 0           | 0          |
| G. Lo Celso     | 22       | 2    | 3           | 0          | 0            | 0            | 0            | 0            | 7                 | 0                 | 1                 | 0                 | 29       | 2      | 4           | 0          |
| A. Mandi        | 21       | 0    | 1           | 0          | 4            | 0            | 0            | 0            | 10                | 0                 | 2                 | 0                 | 35       | 0      | 3           | 0          |
| J. Mojica       | 20       | 0    | 2           | 0          | 3            | 0            | 0            | 0            | 7                 | 0                 | 1                 | 0                 | 30       | 0      | 3           | 0          |
| J. Morales      | 29       | 7    | 2           | 0          | 3            | 2            | 0            | 0            | 10                | 6                 | 0                 | 0                 | 42       | 15     | 2           | 0          |
| A. Moreno       | 24       | 0    | 7           | 0          | 1            | 0            | 0            | 0            | 3                 | 0                 | 0                 | 0                 | 28       | 0      | 7           | 0          |
| G. Moreno       | 21       | 7    | 4           | 0          | 3            | 3            | 0            | 0            | 5                 | 1                 | 1                 | 0                 | 29       | 11     | 5           | 0          |
| M. Morlanes     | 4        | 0    | 0           | 1          | 3            | 0            | 0            | 0            | 7                 | 0                 | 1                 | 0                 | 14       | 0      | 1           | 1          |
| F. Niño         | 3        | 0    | 0           | 0          | 0            | 0            | 0            | 0            | 0                 | 0                 | 0                 | 0                 | 3        | 0      | 0           | 0          |
| D. Parejo       | 37       | 3    | 6           | 0          | 4            | 0            | 1            | 0            | 9                 | 0                 | 0                 | 0                 | 50       | 3      | 7           | 0          |
| J. Pascual      | 2        | 1    | 0           | 0          | 0            | 0            | 0            | 0            | 1                 | 0                 | 0                 | 0                 | 3        | 1      | 0           | 0          |
| A. Pedraza      | 26       | 0    | 5           | 0          | 1            | 0            | 0            | 0            | 2                 | 1                 | 0                 | 0                 | 29       | 1      | 5           | 0          |
| Y. Pino         | 36       | 4    | 7           | 0          | 2            | 0            | 0            | 0            | 8                 | 0                 | 2                 | 0                 | 46       | 4      | 9           | 0          |
| P. Reina        | 22       | -27  | 2           | 0          | 3            | -2           | 1            | 0            | 7                 | -9                | 0                 | 0                 | 32       | -38    | 3           | 0          |
| G. Rulli        | 14       | -10  | 1           | 0          | 0            | 0            | 0            | 0            | 0                 | 0                 | 0                 | 0                 | 14       | -10    | 1           | 0          |
| R. Terrats      | 16       | 1    | 1           | 0          | 0            | 0            | 0            | 0            | 2                 | 0                 | 0                 | 0                 | 18       | 1      | 1           | 0          |
| P. Torres       | 34       | 1    | 10          | 0          | 2            | 0            | 1            | 0            | 3                 | 0                 | 0                 | 0                 | 39       | 1      | 11          | 0          |
| M. Trigueros    | 23       | 0    | 2           | 1          | 3            | 0            | 0            | 0            | 4                 | 1                 | 2                 | 0                 | 30       | 1      | 4           | 1          |